# Таращик, Виталий Викторович
Вита́лий Викторович Тара́щик (бел. Віталь Тарашчык; 18 мая 1980, Гродно, Белорусская ССР, СССР) — белорусский футболист, игравший на позиции полузащитника, ныне тренер футбольного клуба Неман.

## Биография
Начинал карьеру в родном клубе «Неман», за который провёл 8 сезонов на высшем уровне. В 2004 году перешёл в минский МТЗ-РИПО, в котором был одним из лидеров команды. В 2007 году подписал годичный контракт с «Гомелем», а по истечении контракта перешёл в новополоцкий «Нафтан». В мае 2009 года получил травму лодыжки, из-за чего в чемпионате 2009 года провёл всего 14 матчей. 5 февраля 2010 года был назначен Игорем Ковалевичем капитаном «Нафтана».
В 2011 году перешёл в «Днепр». Провёл в клубе один сезон, по итогам которого клуб выбыл из Высшей лиги. В 2012 году в качестве свободного агента перешёл в футбольный клуб «Лида». В начале 2014 года принял решение завершить карьеру и перейти на тренерский мостик, став тренером дублирующего состава гродненского Немана.
В начале 2016 года возглавил футбольный клуб «Лида».
Футболист входит в первую 10-ку игроков, которые сыграли наибольшее количество матчей в Высшей лиге. На начало 2013 года у футболиста в активе 350 матчей, проведённых в сильнейшем дивизионе.

## Достижения
- Серебряный призёр чемпионата Беларуси 2002 и 2007 годов
- Бронзовый призёр 2005
- Обладатель Кубка Беларуси 2005 и 2009.